# 6 кадров
«6 кадров» — российское комедийное скетч-шоу. Изначально, в 2005 году, выходило на РЕН ТВ под названием «Дорогая передача». С 2006 года транслировалось на СТС; в 2014 году производство новых серий прекратилось. «6 кадров» не являлось адаптацией зарубежных программ, идея скетчкома принадлежит Вячеславу Муругову. Передача представляла собой классическое скетч-шоу без постоянных персонажей, изображающее повседневную жизнь в гротескном виде.

## История создания
В 2004 году Вячеслав Муругов, будучи продюсером развлекательных программ на телеканале REN-TV, предложил Александру Жигалкину, тогда режиссёру театральных концертов, создать программу в формате скетч-шоу «Дорогая передача». Первый выпуск программы был показан 1 апреля 2005 года.
Все актёры проходили предварительный кастинг. Галина Данилова, Фёдор Добронравов, Эдуард Радзюкевич и Сергей Дорогов были знакомы ранее по работе в театре. Андрей Кайков в тот момент был известен по рекламе чипсов «Lay’s». Ирина Медведева работала с Муруговым в сериалах «Ускоренная помощь» и «Герой нашего племени», а также в телепроекте «Факультет юмора», в котором вошла в четвёрку победителей, обладателей главного приза — участия в создании нового юмористического шоу на REN-TV.
В 2005 году Муругов перешёл на телеканал СТС в качестве продюсера и сценариста. За ним последовал и весь коллектив, в том числе сценаристы. Съёмка новых выпусков под названием «6 кадров» началась в декабре 2005 года, а первая серия вышла 5 марта 2006 года.
1 июня 2007 года один из генеральных продюсеров «6 кадров» Александр Цекало был уволен с телеканала СТС. Съёмки уже ставшего популярным скетч-шоу были временно приостановлены. Тем временем Цекало перешёл на «Первый канал». Там он стал продюсером и одним из ведущих (вместе с Иваном Ургантом) пародийной передачи «Большая разница», первый выпуск которой вышел 1 января 2008 года. В этом выпуске играли Эдуард Радзюкевич и Фёдор Добронравов, после одного выпуска передачи они вернулись в «6 кадров». Съёмки скетчкома продолжились, и уже с осени 2008 года на СТС началась трансляция новых выпусков «6 кадров».
В конце 2009 года у программы появилась новая телевизионная заставка, в которой песню на стихи Александра Бачило исполнил Александр Пушной.
В связи с упразднением в конце 2011 года производственной компании «Костафильм» (команда Константина Кикичева), Муругов передал скетчком продюсерам «Yellow, Black and White» и «Story First Production» (по словам генерального продюсера «Yellow, Black and White» Эдуарда Илояна, «6 кадров» являются единственным проектом студии, который был снят по инициативе СТС). В начале следующего года они приступили к съёмкам 7 сезона, показ которого стартовал на СТС 7 сентября 2012 года.
В феврале 2014 года стало известно, что Фёдор Добронравов уходит из проекта. С середины 8 сезона (кроме 287 выпуска) актёр в скетчах уже не появлялся.
В 2014 году закончились съёмки 8 сезона, который стал заключительным.
В ноябре 2023 года на презентации канала СТС было объявлено о грядущем возобновлении производства скетчкома.
В июне 2024 стало известно, что телеканал СТС начал снимать продолжение шоу под названием «6 кадров+», производство взяла на себя компания «NORM Production» одного из сценаристов прошлого шоу Вячеслава Дусмухаметова.
В ноябре 2024 года оператор «Триколор» начал транслировать телеканал «6 кадров».

## Подготовка передачи
В каждом выпуске «6 кадров» около 25 скетчей. Шутки писала творческая группа авторов, большинство которых пришло из движения КВН. Однако идеи мог подсказать любой желающий. В титрах авторов программы были замечены: Виталий Шляппо, Вячеслав Дусмухаметов, Алексей Троцюк, Вадим Комиссарук, Олег Мастич, Антон Морозенко, Евгений Соболев и другие.

## Актёры
- Галина Данилова
- Сергей Дорогов
- Эдуард Радзюкевич
- Андрей Кайков
- Ирина Медведева
- Фёдор Добронравов (до 279 выпуска)

### Эпизодические
- Александр Жигалкин
- Дмитрий Аросьев
- Алексей Кортнев
- Александр Ломакин
- Андрей Сердитов
- Александр Коручеков
- Инга Оболдина
- Михаил Казаков (3, 6 сезоны)
- Ксения Непотребная (6 сезон)
- Ульяна Данилова
- Дария Захарчук
- Руслан Щедрин
- Давид Драмбян

## Пародии на исторических личностей
В некоторых скетчах «6 кадров» показаны пародии на знаменитых деятелей истории и на вымышленных персонажей:
- Пародии на правителей:
  - Иван Грозный и И. В. Сталин (Ф. Добронравов),
  - Пётр I (А. Жигалкин),
  - Екатерина II (Г. Данилова),
  - Александр I и Г. Мюллер (Э. Радзюкевич),
  - В. И. Ленин, Г. М. Маленков и Л. И. Брежнев (С. Дорогов),
  - А. Гитлер (А. Кайков).
- Пародии на выдающихся полководцев: М. И. Кутузов (С. Дорогов).
- Пародии на деятелей науки:
  - Д. И. Менделеев (Ф. Добронравов, в одном из выпусков — Э. Радзюкевич),
  - А. С. Попов (Э. Радзюкевич).
- Пародии на шахматистов:
  - А. А. Алехин (А. Кайков).
- Пародии на поэтов и писателей:
  - А. С. Пушкин (А. Кайков) с его няней Ариной Родионовной (Г. Данилова) и женой Натальей Гончаровой (И. Медведева),
  - Н. В. Гоголь (Ф. Добронравов, в одном из выпусков — Э. Радзюкевич),
  - Л. Н. Толстой (Э. Радзюкевич).
- Пародии на вымышленных героев:
  - Алёша Попович (А. Кайков),
  - Добрыня Никитич и Иван-Царевич (Э. Радзюкевич),
  - Илья Муромец (Ф. Добронравов),
  - Поручик Ржевский (А. Жигалкин),
  - Штирлиц (А. Кайков, с 7 сезона — C. Дорогов).

## Выпуски
| Сезон и др. | Сезон и др.      | Общая нумерация             | Количество выпусков | Год  |
| ----------- | ---------------- | --------------------------- | ------------------- | ---- |
|             | Дорогая передача | не входит в общую нумерацию | 12                  | 2005 |
|             | 1                | 1—16                        | 16                  | 2006 |
|             | 2                | 17—32                       | 16                  | 2007 |
|             | 3                | 33—62                       | 30                  | 2008 |
|             | 4                | 63—97                       | 35                  | 2009 |
|             | 5                | 98—144                      | 47                  | 2010 |
|             | 6                | 145—203                     | 59                  | 2011 |
|             | 7                | 204—243                     | 40                  | 2012 |
|             | 8                | 244—321                     | 78                  | 2014 |

Первые выпуски («Дорогая передача») выходили в получасовом формате, однако впоследствии, после перехода на СТС и изменения названия на «6 кадров», материал передач был перемонтирован под формат в 22—24 минуты на каждый выпуск. Исключение составляет 144 выпуск «6 кадров. Новый год!» (47 выпуск 5 сезона), длительность которого 48 мин.
Всего вышло три новогодних выпуска «6 кадров»:
- премьера 31 декабря 2009 года (4 сезон),
- премьера 31 декабря 2010 года (5 сезон, выпуск 144[25]),
- премьера 31 декабря 2011 года (6 сезон).

244—253 выпуски посвящены XXII Зимним Олимпийским играм 2014 в Сочи (премьера этих выпусков состоялась 7 февраля 2014 года, в день открытия Олимпиады).